# Erebia huebneri
Erebia huebneri är en fjärilsart som beskrevs av Charles Oberthür 1912. Erebia huebneri ingår i släktet Erebia och familjen praktfjärilar. Inga underarter finns listade i Catalogue of Life.